# 江西省政府 (中华民国)
江西省政府是中華民國南京國民政府在江西省的最高地方行政機關。自民國16年（1927年）2月20日南京國民政府改組江西省臨時政治委員會為江西省政府委員會開始，到民國38年（1949年）8月中國人民解放軍進入贛縣為止，前後歷時23年。

## 歷史沿革
民國16年（1927年）2月20日，蔣中正以國民革命軍總司令名義裁撤江西省臨時政治委員會，設江西省政府委員會，設委員9至11人，從委員中選出1人為主席，下設民政、財政各廳。3月26日，武漢國民政府決定改組江西省政府，並於同日發佈免職令，後於30日發佈任命令。9月寧漢合流後，隸屬於南京國民政府。
民國26年（1937年）後，因日軍入侵，贛北一帶先後淪陷，江西省政府遷往贛南一帶。民國34年（1945年）8月，對日抗戰結束，江西省政府恢復其行政管轄區域。民國38年（1949年）5月，因江西省省會南昌市為中共解放軍佔領，江西省政府再次遷往贛南。8月，隨著解放軍進入贛南，江西省政府從贛縣撤退之後，隨即展開遷移臺灣省的規劃工作。9月14日正式將江西省政府辦事處遷往台中市，共有95人將隨省府來臺，10月5日省府各單位人員進駐台中市。10月21日，江西省政府第2101次省務會議首度在台中市召開，決議結束江西省政府業務工作。11月30日結束業務，成立「保管委員會」，負責處理善後業務及財物，將江西省府及廳處、銀行之文件封存，交給台中市政府。

## 省政府駐地
江西省政府成立後，以南昌縣（後為南昌市）為省會。抗戰爆發後，因日軍逼進南昌，江西省政府於民國28年（1939年）南遷至吉安縣。由於吉安為贛江中游的重要城市，地勢平坦，贛江水位較深，敵人容易沿水路、陸路進攻。所以江西省政府遷到吉安僅備不到1個月就遷往江西中南部的泰和縣，泰和成為抗戰時期的臨時省會。民國34年（1945年）1月，日軍地面部隊攻入吉安地區，江西省政府再遷至寧都縣。抗戰結束後，江西省政府遷回南昌市。民國38年（1949年）4月，解放軍發動渡江戰役。5月22日，南昌市為解放軍佔領，江西省政府南遷贛縣。8月再度東遷到會昌縣，隨後又撤往廣東省梅縣、汕頭市。9月，江西省政府臨時辦事處遷移到臺灣省臺中市東區，以黃金60萬兩購買大公街33號一棟日式屋舍辦公。

## 歷任江西省政府主席
- 李烈鈞（1927年2月－4月）
- 朱培德（1927年4月－1929年9月）
- 魯滌平（1929年9月－1931年12月）
- 熊式輝（1931年12月－1942年2月，1937年10月起由劉體乾代理）
- 曹浩森（1942年2月－1946年7月）
- 王陵基（1946年7月－1948年4月）
- 胡家鳳（1948年4月－1949年1月）
- 方天（1949年1月－11月）